# Amal Hamrouni
Pour les articles homonymes, voir Hamrouni.
Ne doit pas être confondu avec Amel Hamrouni.
Amal Hamrouni (arabe : أمل الحمروني), née le 16 juin 1995 à Tunis, est une handballeuse tunisienne.
Elle joue au poste d'ailière droite avec le Club africain. Elle fait également partie de l'équipe de Tunisie, avec laquelle elle participe au championnat du monde 2017 en Allemagne.
Elle est la fille de l'ancien footballeur Ayadi Hamrouni.

## Palmarès

### En club
- Vainqueur du championnat de Tunisie : 2015, 2016
- Vainqueur de la coupe de Tunisie : 2016

### En équipe nationale
- Finaliste du championnat d'Afrique 2016
- 24e place au championnat du monde 2017

## Distinction personnelle
- Meilleure buteuse du championnat d'Afrique 2016[2]